# Munlogs
Munlogs és un grup musical de rock originari d'Alboraia (País Valencià) que es dona a conèixer gràcies a una versió de la cançó «Al vent» i a un mini-CD publicat l'any 1996 Morir lluitant.
Va ser un dels primers grups valencians que cantaven en català. Entre la darreria de 1997 i el començament de 1998 se'n parla molt per motius extraartístics. Després de presentar-se durant diversos anys al Circuit Rock organitzat per l'Institut Valencià de la Joventut (institut en mans d'Unió Valenciana i el seu director Chimo Lanuza en aquells moments) i de ser constantment eliminats, l'any 1997 decideixen presentar dues maquetes a la selecció: una en català (amb el seu nom) i una altra en anglès sota el nom The Beanies. El resultat és que Munlogs seran rebutjats de nou i The Beanies seleccionats. L'escàndol esclata i el càstig de l'Institut Valencià de la Joventut cap als grups que s'expressen en la llengua del país esdevé una evidència.
El seu primer CD Dintre i fora apareix el 1997. En 2002 publicarien Llum.